# أبيشة (قسطلونة)
بلدية أبيشة أو أوروبيسا ديل مار/أوروبيسا (بالإسبانية: Oropesa del Mar)‏، هي إحدى بلديات مقاطعة قسطلونة التي تقع في منطقة بلنسية، في شرق إسبانيا.
يبلغ عدد سكانها 8.527 نسمة وفقاً لإحصائية سنة (2006).

## أعلام
- مانويل مارتي